# Ландегем, Альфред ван
Альфред ван Ландегем (нидерл. Alfred van Landeghem; 1887, Гент — неизвестно, неизвестно) — бельгийский гребец, серебряный призёр летних Олимпийских игр 1900 и 1908.
Ландегем на Играх 1900 участвовал только в соревнованиях восьмёрок, в котором был рулевым. Его команда заняла второе место сначала в полуфинале, а потом в финале, выиграв серебряные медали.
Через восемь лет Ландегем снова был рулевым команды восьмёрки, которая, проиграв только в финале, снова выиграла серебряные медали.